# Фёклов, Иван Григорьевич
Ива́н Григо́рьевич Фёклов (1935—2013) — передовик советской нефтяной промышленности, Герой Социалистического Труда (1977).

## Биография
Родился 11 июня 1935 года в селе Лозовка Кинель-Черкасского района Куйбышевской области.
Начав в 1958 году трудиться в Отрадненском управлении буровых работ помощником бурильщика, И. Г. Фёклов на высоком уровне освоил буровую технику и технологию проводки нефтяных скважин. В 1963 году он стал буровым мастером. В 1966 году И. Г. Фёклов заочно окончил Сызранский нефтяной техникум, направлялся в командировку в Африку. В 1969 году его назначили буровым мастером в одну из отстающих бригад. Под его руководством бригада постепенно вошла в число лучших в управлении, а в 1971 году выступила инициатором соревнования за наивысшую проходку на буровую бригаду в год. Добивавшимся высоких результатов во Всесоюзном социалистическом соревновании бригадам И. Г. Фёклова (а в 1972 году он пошёл бригадиром в очередной отстающий коллектив) 13 раз присваивалось звание «Лучшая буровая бригада Министерства нефтяной промышленности СССР».
Указом Президиума Верховного Совета СССР от 12 мая 1977 года за большой личный вклад, внесённый в развитие нефтяной промышленности и досрочное выполнение планов и социалистических обязательств, принятых в 1976 году, Ивану Григорьевичу Фёклову было присвоено звание Героя Социалистического Труда с вручением ордена Ленина и золотой медали «Серп и Молот».
В 1985 году за большой личный вклад в наращивание темпов добычи нефти и газа И. Г. Фёлов был удостоен Государственной премии СССР.
И. Г. Фёклов вёл активную общественную деятельность. В 1972—1977 годах он возглавлял Совет буровых мастеров Отрадненского управления буровых работ, был членом ЦК профсоюзов работников нефтяной и газовой промышленности. Его часто приглашали на совещания и семинары, проводившиеся Министерством нефтяной промышленности. Избирался делегатом VII съезда профсоюза нефтяников и членом его ЦК. В 1975, 1980, 1985 годах И. Г. Фёклов избирался депутатом Верховного Совета РСФСР от Отрадненского избирательного округа. В 1994 году И. Г. Фёклов вышел на пенсию. В 2000 году создал и возглавил Совет ветеранов ОАО «Самаранефтегаз».
Умер 31 января 2013 года на 78-м году жизни.

## Награды и звания
- Герой Социалистического Труда (12.05.1977)
- два ордена Ленина (19.02.1974, 12.05.1977)
- орден «Знак Почёта» (30.03.1971)
- юбилейная медаль «За доблестный труд. В ознаменование 100-летия со дня рождения В. И. Ленина»
- Государственная премия СССР (1985)
- заслуженный работник нефтяной и газовой промышленности Российской Федерации
- знак «Отличник нефтяной промышленности СССР»
- знак «Ударник IX пятилетки»
- звание «Почётный нефтяник»